# 東海通 (名古屋市)
東海通（とうかいとおり）は、愛知県名古屋市港区の地名。

## 歴史
江戸期に開発された熱田新田の南端に該当する。江戸後期に熱田前新田が開発されるまで海岸であり、当地に堤があったという。

### 町名の由来
名古屋市道東海橋線の通称「東海道」による。この通称は、明治期に佐屋街道に変わる東海道のバイパスとして設定されたことによる。

### 行政区画の変遷
- 1940年（昭和15年）10月10日 - 港区熱田新田東組の一部により、同区東海通が成立[3]。
- 1944年（昭和19年）1月10日 - 港区熱田新田東組の一部を編入する[3]。
- 1973年（昭和48年）10月20日 - 一部が港区辰巳町に編入される[3]。
- 1974年（昭和49年）12月9日 - 一部が港区津金一丁目・津金二丁目にそれぞれ編入される[3]。
- 1982年（昭和57年）11月14日 - 一部が港区辰巳町に編入される[3]。